# 波尔·哈特曼
波尔·哈特曼（丹麥語：Poul Hartmann，1878年5月1日—1969年6月29日），丹麦男子赛艇运动员。他曾代表丹麦参加1912年夏季奥林匹克运动会赛艇比赛，获得男子四人单桨有舵手内桨架金牌。